# Philipp Harjes
Philipp Harjes (* 15. September 1860 in Bremen; † 20. September 1933 in Gotha) war ein deutscher Unternehmer und Mäzen.

## Leben und Werk

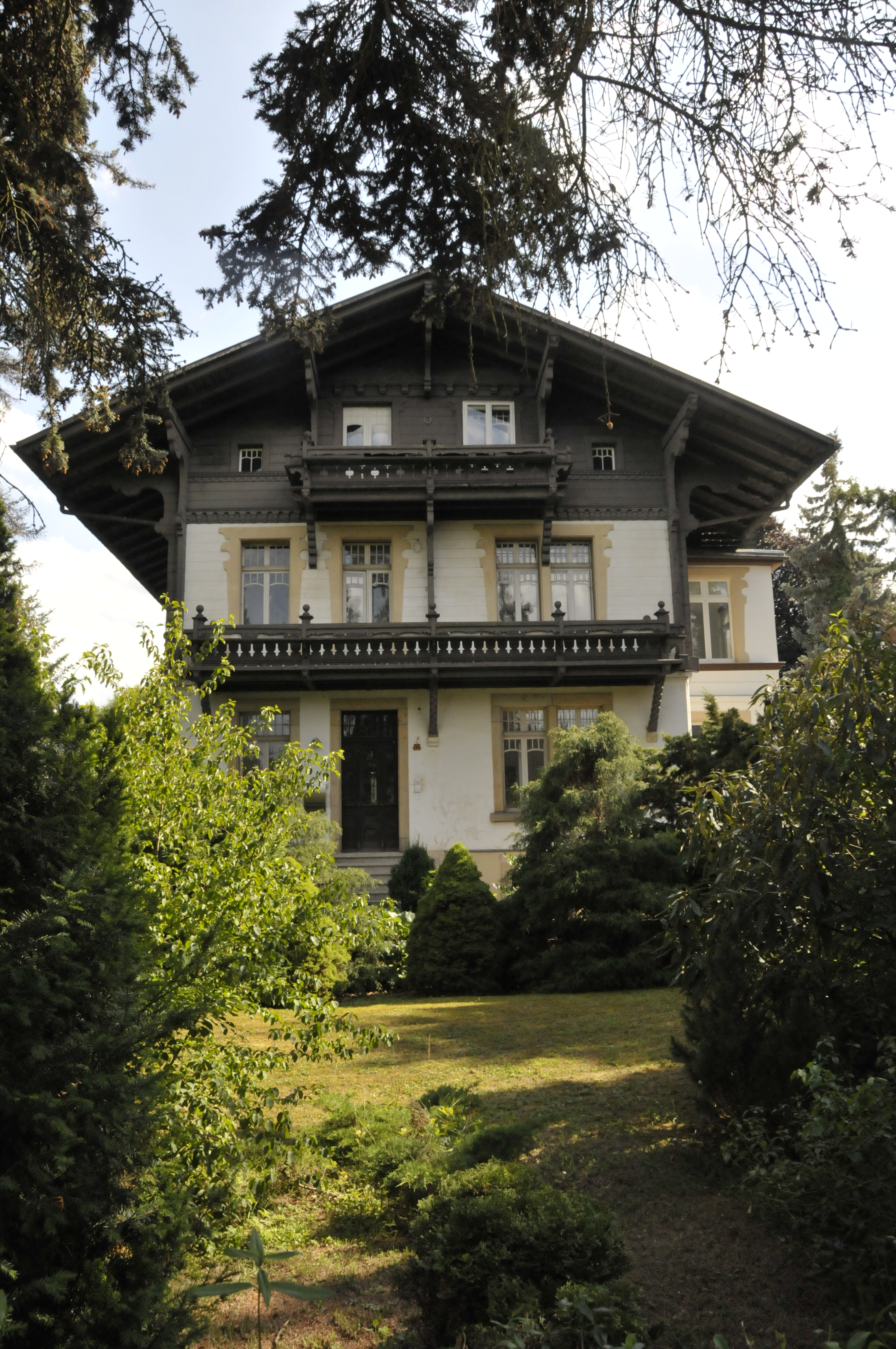
Sommerwohnsitz von Harjes in Gotha

Harjes wurde als Sohn eines Fabrikanten in Bremen geboren und besuchte die dortige Handelsschule. Nach erfolgreichem Abschluss einer kaufmännischen Lehre in einem Bremer Großhandelsgeschäft zog es ihn ins Ausland, wo er mehrere Jahre lang weitere Kenntnisse und Erfahrungen sammeln konnte.
Mit seinem Kompagnon gründete Harjes im Jahre 1887 in Gotha die Firma Kallmeyer & Harjes, die zu einem der bedeutendsten Gothaer Unternehmen der Metallwarenindustrie wurde. Zunächst unter bescheidenen Verhältnissen begann man mit der Herstellung von Tisch- und Tafelgeschirr aus vernickeltem Messing.
Während der Hochzeitsreise von Harjes im Jahr 1890 wurde die Fabrik durch einen Brand zerstört. Umgehend wurde ein neuer Gebäudekomplex errichtet, der allerdings nicht mehr an die bescheidenen Anfänge erinnerte. Im Jahr 1896 wurde der Komplex nach Entwurf des Gothaer Architekten Julius Krusewitz um ein Gebäude erweitert (Waltershäuser Straße 1), in dem Harjes nicht nur seine technischen und kaufmännischen Büros hatte, sondern auch seinen Winterwohnsitz. Das Gebäude existiert nicht mehr. Im Sommer bevorzugte er das so genannte „Schweizerhaus“, Reinhardsbrunner Straße 83.
Das Unternehmen stellte teils industriell, teils handwerklich seine Produkte her und orientierte sich dabei auch am Zeitgeschmack, zunächst im Jugendstil, später im Stil der Neuen Sachlichkeit. Es erlangte mit dem Export seiner Waren über einen langen Zeitraum Weltgeltung.
1887 starb Hermann Kallmeyer, und Harjes übernahm die Gesamtleitung der Metallwarenfabrik. Von 1890 bis 1896 stieg die Zahl der Angestellten von 150 auf 300, im Jahre 1909 auf ca. 500. Harjes wurde 1899 Alleininhaber.

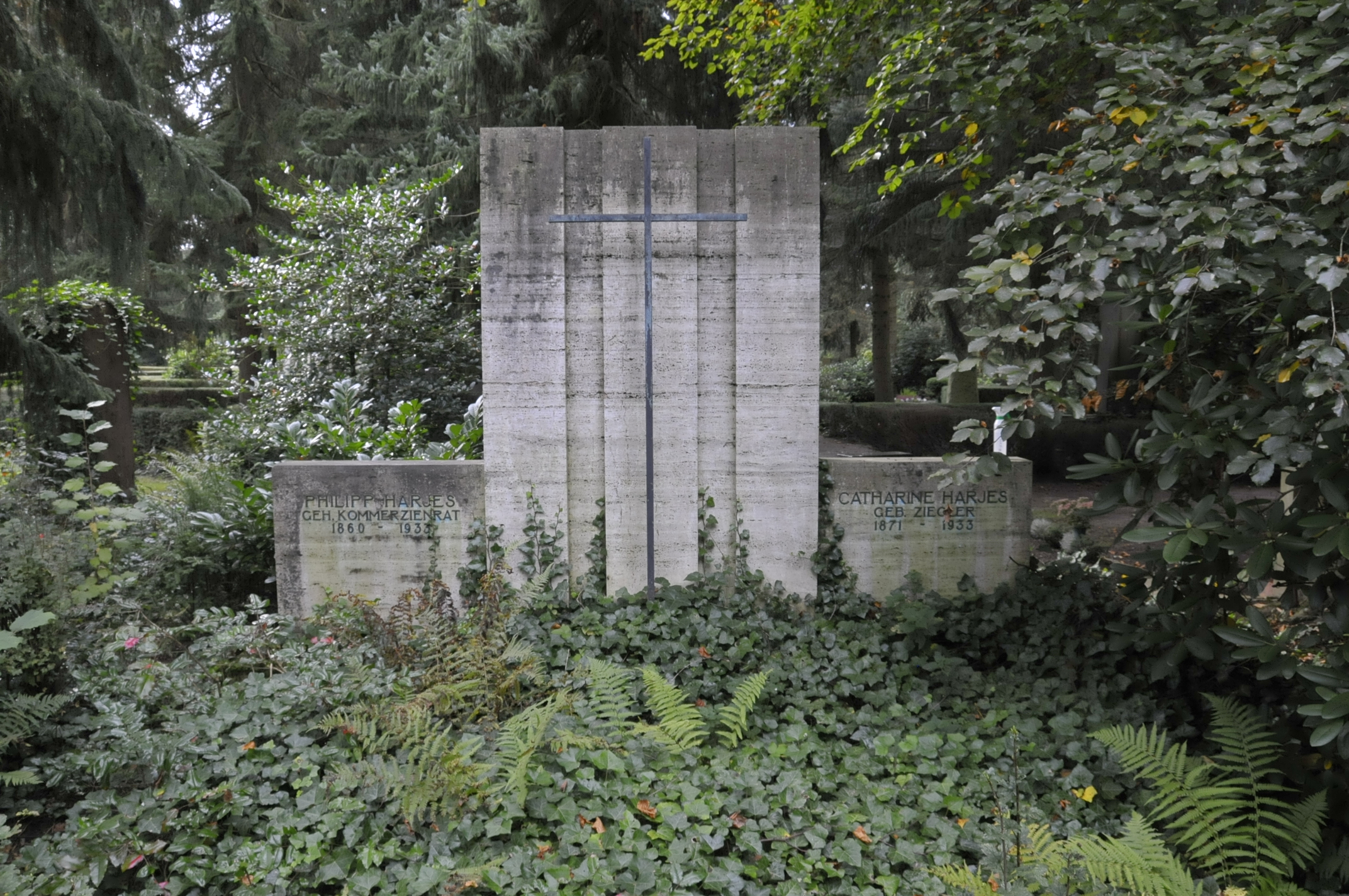
Grabmal des Ehepaars Harjes auf dem Hauptfriedhof Gotha

Im Jahre 1900 schuf Harjes eine Unterstützungskasse und eine Pensionskasse. In Boilstädt, Emleben, Sundhausen und Uelleben förderte er den Arbeiter-Wohnungsbau. 1905 wurde Harjes als Förderer der heimischen Wirtschaft und Pionier auf sozialem Gebiete mit dem Ehrentitel Geheimer Kommerzienrat ausgezeichnet.
1918 wurde außerdem auf dem Grundstück Leinastraße 57 (dem heutigen Betriebsgelände der Oettinger Brauerei) das Unternehmen Thüringer Stanz- und Emaillierwerke Philipp Harjes gegründet, das 1933 nach seinem Tod sein Sohn übernahm. Der Stammbetrieb ging dagegen in anderes Eigentum über und geriet 1938/1939 nach wirtschaftlichen Schwierigkeiten in Konkurs.
Zur Erinnerung an Philipp Harjes trägt heute die Hauptstraße im Gewerbepark Gotha Süd seinen Namen.

## Schriften
- Eine Reise nach dem Lande wo die Arbeit adelt: Objektive Erinnerungen aus den Vereinigten Staaten Nordamerikas. Gotha: Engelhard-Reyhersche Hofbuchdruckerei, 1905.